# Montagnes Wrangell
Pour les articles homonymes, voir Wrangel.
Les montagnes Wrangell sont une chaîne montagneuse située dans l'est de l'Alaska aux États-Unis. Elles comportent le deuxième et le troisième plus haut volcan du pays : le mont Blackburn et le mont Sanford. La chaîne tire son nom du mont Wrangell, qui est le plus grand volcan bouclier andésitique du monde.

## Principaux sommets

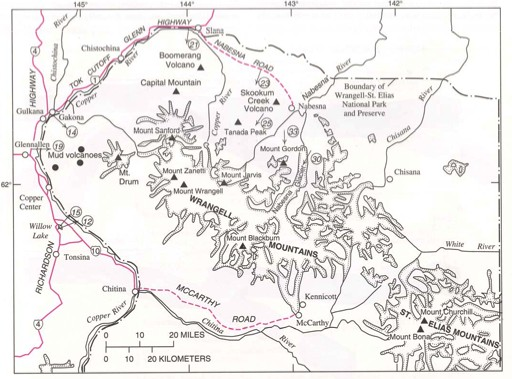
Carte des montagnes Wrangell.

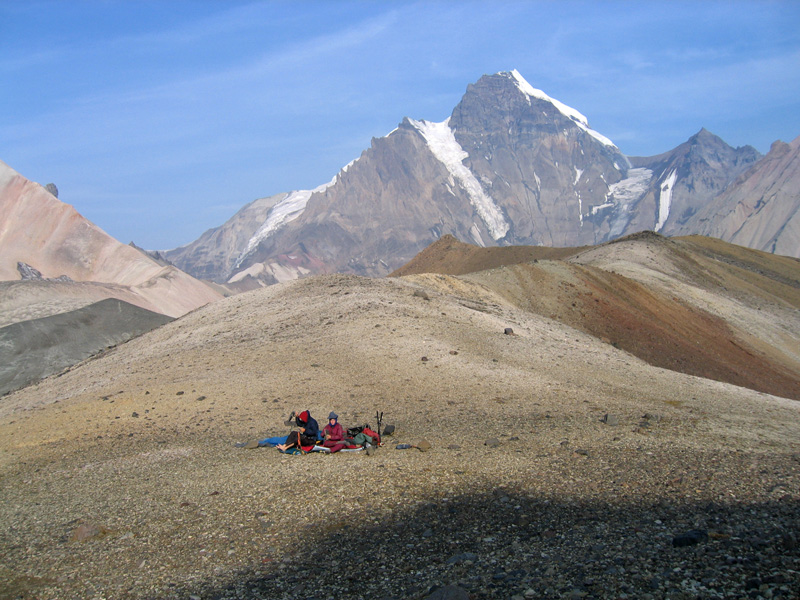
Randonneurs entre le mont Sanford et le mont Drum.

- Mont Blackburn (4 996 m)
- Mont Sanford (4 949 m)
- Mont Wrangell (4 317 m)
- Pics Atna (4 225 m)
- Regal Mountain (4 220 m)
- Mont Jarvis (4 091 m)
- Pic Parka (4 048 m)